# Мережева операційна система
Мережева операційна система - операційна система для мережевих пристроїв (таких як комутатор маршрутизатор та фаєрвол) з можливостями для роботи в комп'ютерних мережах. До таких можливостей відносять:
- підтримку мережевого обладнання
- підтримку мережевих протоколів, наприклад протоколів маршрутизації
- підтримку фільтрації зв'язку
- підтримку доступу до віддалених ресурсів, таких як принтери, диски і т. п. по мережі
- підтримку мережевих протоколів авторизації
- наявність в системі мережних служб, які дозволяють віддаленим користувачам використовувати ресурси комп'ютера

## Операційні системи мережевих пристроїв
Мережева операційна система може бути вбудована у маршрутизатор, комутатор або мережевий екран Прикладами мережевих операційних систем є:

### Власницькіопераційні системи
- Cisco IOS, сімейство мережевих операційних систем що використовуються у маршрутизаторах та комутаторах Cisco. Старші версії комутаторів могли запускатись з CatOS
- RouterOS від компанії MikroTik
- ZyNOS, використовується у мережевих пристроях від компанії ZyXEL
- Novell NetWare
- LANtastic

### Операційні системи на базі NetBSD, FreeBSD або Linux
- DD-WRT, прошивка для бездротових маршрутизаторів, бездротових точок доступу а також бюджетних мережевих приладів (наприклад Linksys) на базі ядра Liunx
- Dell Networkink Operating system, DNOS9 базується на NetBSD, в той час як DNOS10 -- ядро Liunx
- Extensible Operating System використовується на комутаторах компанії Arista, базується на ядрі Linux
- ExtremeXOS (EXOS), виокристовується в мережевих пристроях від Extreme Networks
- FTOS, або Force10 Operating System, це прошивка що використовується комутаторами компанії Force10
- OpenWrt прошивка для бездротових маршрутизаторів, заснована на ядрі Linux
- pfSense, форк M0n0wall, використовується PF
- SONiC, мережева операційна система на основі Linux, заснована компанією Microsoft
- Cumulus Linux дистрибутив, що використовує весь стек TCP/IP Linux
- VyOS, форк Vyatta з відкритим вихідним кодом
- ONOS, SDN операційна система з відкритим вихідним кодом (організовано Linux Foundation) надійна, масштабована та високопродуктивна система спеціалізована для використання комунікаційними провайдерами